# Adel Nefzi
Pour les articles homonymes, voir Nefzi.
Adel Nefzi (arabe : عادل نفزي), né le 16 mars 1974 à Béja, est un footballeur tunisien. Il mesure 1,85 m pour 86 kg.
Il a joué au poste de gardien de but avec l'équipe de Tunisie.

## Carrière

### Clubs
- 2001-2005 : Olympique de Béja (Tunisie)
- 2005-2007 : Union sportive monastirienne (Tunisie)
- 2007-2011 : Club africain (Tunisie)

### Équipe nationale
Nefzi a figuré parmi la liste tunisiennes des 23 joueurs à la coupe du monde 2006 avec l'équipe de Tunisie. Cependant, il reste en réserve comme troisième gardien après le titulaire Ali Boumnijel et le deuxième gardien Hamdi Kasraoui.

## Palmarès
Le 16 mars 2008, jour de ces 34 ans, il bat un record du championnat de Tunisie détenu par un autre gardien clubiste, Boubaker Ezzitouni, qui datait de la saison 1995-1996 : 1269 minutes de jeu sans encaisser le moindre but de la 39e minute de la 8e journée du championnat jusqu'à la 48e minute de la 22e journée, l'ancien record étant de 1004 minutes.
- Championnat de Tunisie :
  - Vainqueur : 2008
- Coupe nord-africaine des clubs champions :
  - Vainqueur : 2008, 2010